# The Penguin Guide to Jazz
«The Penguin Guide to Jazz Recordings» («Джазовий довіник для пінгвінів») — довідник джазових записів на компакт-дисках, які були доступними в Європі чи США на момент публікації. Перші дев'ять видань були складені Річардом Куком та Брайаном Мортоном, двома істориками джазу, які проживають у Великій Британії. 2007 року після смерті Р. Кука довідник перевиданий був лише один раз, з меншою кількістю оглядів і дещо іншому форматі, ніж попередні видання.
Довідник характеризують як «рівноцінний як для досвідчених слухачів джазу, так і для початківців». Разом з тим відбір Мортоном найкращих джазових альбомів має суб'єктивний характер.

## Видання
| Редакція | Назва                                            | Рік  | ISBN |
| 1        | The Penguin Guide to Jazz on CD, LP and Cassette | 1992 |      |
| 2        | The Penguin Guide to Jazz on CD, LP and Cassette | 1994 |      |
| 3        | The Penguin Guide to Jazz on CD                  | 1996 |      |
| 4        | The Penguin Guide to Jazz on CD                  | 1998 |      |
| 5        | The Penguin Guide to Jazz on CD                  | 2000 |      |
| 6        | The Penguin Guide to Jazz on CD                  | 2002 |      |
| 7        | The Penguin Guide to Jazz on CD                  | 2004 |      |
| 8        | The Penguin Guide to Jazz Recordings             | 2006 |      |
| 9        | The Penguin Guide to Jazz Recordings             | 2008 |      |
| 10       | The Penguin Jazz Guide                           | 2010 |      |
|          |                                                  |      |      |